# Jack Smiley
Arthur John Smiley, detto Jack (Sandwich, 22 dicembre 1922 – Des Moines, 30 luglio 2000), è stato un cestista e allenatore di pallacanestro statunitense, professionista nella NBL, nella BAA e nella NBA.